# Doing What Matters: The Power of Purposeful Productivity
Doing What Matters: The Power of Purposeful Productivity é um livro de autoajuda escrito pelo empresário alemão Mario Schäfer. Foi publicado por BoD em 2023. No seu livro, Schäfer apresenta uma abordagem à produtividade que se centra no alinhamento das acções com o verdadeiro objetivo da vida.
Schäfer defende que a verdadeira produtividade não se resume a fazer mais coisas; trata-se de fazer as coisas certas, as coisas mais importantes. Introduz o conceito de produtividade com objectivos, uma estrutura que ajuda a identificar os valores fundamentais, a definir objectivos significativos e a estabelecer prioridades para as tarefas de uma forma que esteja alinhada com o objetivo de vida.

## Conceitos abordados no livro

### Fazer o que importa
Esta secção sublinha a importância de concentrar-se em tarefas que estão alinhadas com os objetivos a longo prazo. Schäfer discute como as distrações e tarefas de menor importância podem diluir a produtividade e sugere estratégias para identificar e priorizar aquilo que realmente importa.

### Organizar e ganhar controlo
A segunda secção apresenta métodos para organizar as tarefas e gerir o tempo de forma eficaz. Schäfer introduz o conceito de "Tarefas Principais" — as atividades que mais contribuem para os objetivos-chave. A secção abrange tópicos como sistemas de gestão de tarefas, gestão de calendários e rotinas de preparação diária e semanal. Schäfer realça o valor de estruturar o dia para maximizar a produtividade e minimizar a ineficiência.

### Otimizar e ganhar tempo
Nesta secção, Schäfer explora formas de otimizar rotinas para criar mais tempo para as tarefas importantes. Discute técnicas para estabelecer limites, os benefícios de dizer "não" a atividades não essenciais e formas de simplificar tarefas repetitivas. Schäfer também aborda a questão da sobrecarga de informação e sugere métodos para reduzir distrações e gerir as exigências externas de tempo.

### Focar e ganhar atenção
A quarta secção centra-se em manter o foco e melhorar a concentração. Schäfer descreve os benefícios da monotarefa em comparação com a multitarefa e oferece estratégias para eliminar distrações e criar um ambiente propício ao trabalho focado. Explora também técnicas de mindfulness para ajudar os leitores a permanecerem presentes e conscientes, bem como estratégias para gerir interrupções e concluir tarefas de forma mais eficaz.

### Lidar com urgências e reduzir o stress
Esta secção aborda como gerir situações inesperadas e urgentes sem ficar sobrecarregado. Schäfer fornece um quadro para lidar com emergências, compreender as suas causas e aprender com essas experiências para reduzir a sua frequência. A secção visa ajudar os leitores a construir resiliência e a reduzir o stress associado à gestão de tarefas imprevistas.

### Gerir reuniões e aumentar a eficiência
Schäfer critica as ineficiências comuns em reuniões e oferece orientações sobre como melhorar a sua produtividade. Ele descreve como avaliar a eficácia das reuniões, evitar erros comuns e otimizá-las para obter melhores resultados. Esta secção inclui conselhos sobre como reduzir o tempo gasto em reuniões, maximizando ao mesmo tempo o seu impacto.

### Controlar mensagens e melhorar a visão geral
A última secção aborda a gestão mais eficaz da comunicação, em particular no que se refere a emails e outras mensagens. Schäfer enfatiza a importância de uma comunicação clara e concisa e oferece técnicas para gerir mensagens de forma a reduzir o tempo e o esforço. O objetivo é simplificar os processos de comunicação e melhorar a produtividade, mantendo o controlo sobre a informação recebida.
O livro apresenta uma abordagem estruturada para gerir o tempo, as tarefas e a atenção, oferecendo soluções práticas destinadas a melhorar tanto a produtividade pessoal como profissional.